# الكرإبة (السبرة)

تعديل مصدري - تعديل

الكـــــرابـة محلة تابعة لقرية الذراع، التابعة لعزلة المساعدة بمديرية السبرة إحدى مديريات محافظة إب في الجمهورية اليمنية.، بلغ تعداد سكانها 41 حسب تعداد اليمن لعام 2004.